# Mitchell (film)
Mitchell is een Amerikaanse film uit 1975, met in de hoofdrol Joe Don Baker. De regie was in handen van Andrew V. McLaglen.

## Verhaal
Een vakbondadvocaat, genaamd Walter Deaney, vermoordt een inbreker die hij in zijn huis betrapt. Alleen de onorthodoxe detective Mitchell gelooft dat Deaney schuldig is, maar zijn chef Albert Pallin vertelt hem dat Deaney aan de FBI toebehoort daar hij vrijwel elke wetsovertreding in het boek heeft begaan.
Om Mitchell weg te houden bij Deaney, beveelt Pallin hem om het huis van James Arthur Cummings, een rijke man die banden heeft met de maffia, in de gaten te houden. Mitchell moet aanvankelijk niets hebben van deze opdracht. Dat verandert wanneer Cummings ontdekt dat Mistretta, het neefje van zijn maffiapartner, buiten zijn weten om een lading heroïne vanuit Mexico naar de VS wil smokkelen.
Deaney probeert Mitchell om te kopen zodat die hem met rust laat, maar faalt. Daarom spant hij samen met Cummings om Mitchell uit de weg te ruimen. Bij een aanslag op Mitchell komt Deaney echter zelf om het leven.
Nu de drugslading spoedig zal arriveren, probeert Cummings een deal te maken met Mitchell. Hij wil met Mitchell samenwerken om deze heroïnesmokkel te laten mislukken. Als Mitchell Cummings laat gaan, zal Cummings ervoor zorgen dat Mitchell de vrachtwagen drugs kan onderscheppen en Mistretta kan arresteren. Mitchell gaat akkoord, maar belandt in een gevaarlijke positie wanneer Cummings hem verraadt. Daarnaast blijkt Mistretta zo zijn eigen plannen te hebben: hij wil Mitchell vermoorden en zijn lichaam op Cummings boot achterlaten zodat Cummings zal worden gearresteerd.
In het vuurgevecht dat ontstaat wordt Mistretta gedood. Mitchell achtervolgt Cummings, die tijdens de achtervolging ook om het leven komt.

## Cast
| Acteur          | Personage             |
| --------------- | --------------------- |
| Joe Don Baker   | Mitchell              |
| Martin Balsam   | James Arthur Cummings |
| John Saxon      | Walter Deaney         |
| Linda Evans     | Greta                 |
| Merlin Olsen    | Benton                |
| Morgan Paull    | Salvatore Mistretta   |
| Harold J. Stone | Tony Gallano          |
| Robert Phillips | Chief Albert Pallin   |
| Buck Young      | Det. Aldridge         |
| Rayford Barnes  | Det. Tyzack           |

## Achtergrond

### Alternatieve versie
In 1980 werd een zwaar aangepaste versie van de film uitgebracht voor de televisie. Veel van het geweld was hierin weggehaald.

### Reacties
Mitchell werd al vanaf dag 1 slecht ontvangen door critici. In de New York Time’s schreef Vincent Canby:

"Mitchell, starring Joe Don Baker as a hard-nosed Los Angeles detective named Mitchell, has a lot of over-explicit violence, some gratuitous sex stuff and some rough language, yet it looks like a movie that couldn't wait to get to prime-time television. Perhaps it's a pilot film for a TV series, or maybe it's just a movie that's bad in a style we associate with some of the more mindless small-screen entertainments.

Mitchell spends what seems to be the greater part of the film climbing in and out of automobiles, driving automobiles, chasing other automobiles, parking automobiles, and leaning against the body of automobiles that are temporarily at rest. Once he smashes a hoodlum's hand in the door of an automobile.

The climax, for a giddy change of pace, features a police helicopter in pursuit of a high-speed cabin cruiser. Automobiles sink when driven onto water.
— Vincent Canby

### Mystery Science Theater 3000
Op 23 oktober 1993 werd Mitchell bespot in de televisieserie Mystery Science Theater 3000. De film werd een paar minuten ingekort om binnen het MST3K formaat te passen.
De MST3K aflevering waarin Mitchell werd behandeld is vooral noemenswaardig omdat het de laatste was met Joel Robinson erin. Aan het eind van de aflevering kon hij dankzij Gypsy ontsnappen uit de Satellite of Love.
Volgens de Mystery Science Theater 3000 Amazing Colossal Episode Guide was acteur Joe Don Baker erg kwaad over de behandeling die de film kreeg. Desondanks gebruikte het team later nog een van zijn films, Final Justice, voor een aflevering.